# Günter Zielke
Günter Zielke (* 3. Juni 1931 in Danzig) ist ein deutscher CDU-Politiker und ehemaliger Abgeordneter der Hamburgischen Bürgerschaft.

## Erste Jahre
Günter Zielke besuchte in seiner Heimatstadt Danzig die Volks- und Oberschule. Nach der Flucht 1945 in den Westen erwarb er 1945 seinen Volksschulabschluss in Timmendorfer Strand und absolvierte eine Lehre als Rundfunkmechaniker. Er schulte um zum Maurer und arbeitete in diesem Beruf als Akkordant in Hamburg.
Von 1956 bis 1959 tat er Dienst als Soldat bei der Bundeswehr. Anschließend besuchte er die Seefahrtschule, erwarb das Seefunkpatent 2. Klasse und bekam eine Anstellung als Funkoffizier bei der Reederei Hamburg-Süd.
Von 1963 bis 1972 wirkte Zielke als Ausbildungsberater bei der Handelskammer Hamburg. 1972 wechselte er als Verwaltungsangestellter und Referent für betriebliche und überbetriebliche Ausbildung in die hamburgische Behörde für Schule, Jugend und Berufsbildung. Günter Zielke ist verheiratet und hat zwei Söhne. In diesem Zusammenhang amtierte er zeitweise als Vorsitzender des Kreiselternrates in Harburg-Stadt.

## Politik
1968 trat Günter Zielke in die CDU ein, wurde Vorsitzender des CDU-Ortsverbandes Heimfeld. Von 1970 bis 1978 war er Mitglied der Bezirksversammlung Hamburg-Harburg, von 1974 an als stellvertretender Vorsitzender. Zusätzlich war er 1971/1972 im Auftrag seiner Partei Deputierter in der Behörde für Schule, Jugend und Berufsbildung. In Hamburg war er zudem stellvertretender Kreisvorsitzender und Mitglied des Landesausschusses.
Im Juni 1978 wurde er als Abgeordneter in die Hamburgische Bürgerschaft gewählt. Schwerpunkte seiner Tätigkeit im Parlament lag in den Ausschüssen Inneres, Öffentliche Vermögen und Sport. Einen Krankenhausaufenthalt nutzte er dazu, in einem Zeitungsartikel Mängel im Hamburger Gesundheitswesen aufzuzeigen.

## Fußnote
1. ↑  17 Tage Krankenhaus – Tagebuch des Patienten Günter Z. Hamburger Abendblatt vom 21. Februar 1980.